# 白枕鶴
白枕鶴（學名：Antigone vipio）是鶴科赤頸鶴屬的成員之一，身高大約130厘米，體重大約5.6公斤。牠們的腳是粉紅色的，頸部條灰白兩間，前灰後白，面部紅色。白枕鹤全球种群数量为3700-4500只。

## 分布
白枕鶴主要分为东、西两个种群。东部种群在中俄交界处的黑龙江流域、三江平原和松嫩平原繁殖, 迁徙经过朝鲜半岛, 在朝韩非军事区和日本九州岛出水市越冬；西部种群在中蒙俄交界处的达乌尔地区繁殖, 迁徙途径渤海湾、华北平原, 在长江中下游地区越冬。

## 分类学

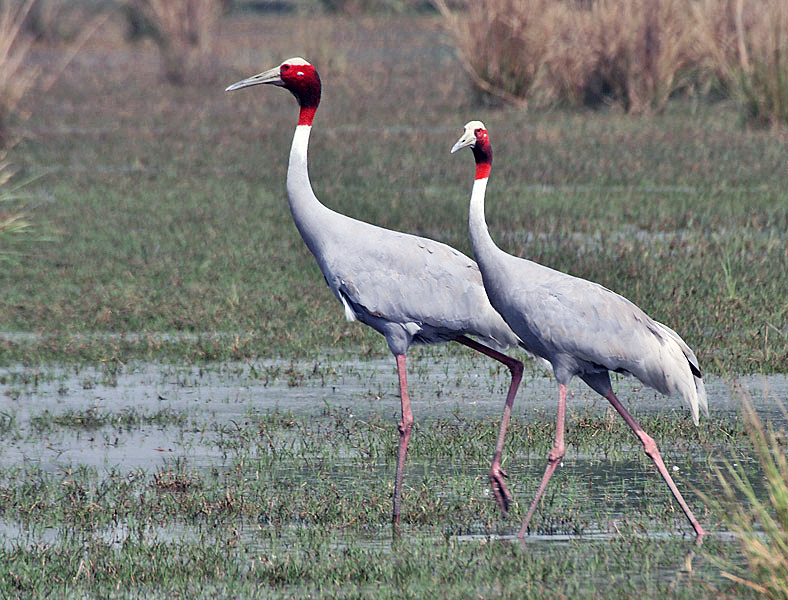
赤頸鶴，和白枕鶴同屬於赤頸鶴屬。

在之前的分类中，白枕鹤属于鹤属。但2010年发表的一项分子系统发生学研究表明，鹤属是多系群的。所以，在之后对鹤科重新分类中，白枕鹤、沙丘鹤、赤颈鹤和澳洲鹤被移到了赤颈鹤属。赤颈鹤属这一分类最早由德国鸟类学家路德維希·賴興巴赫于1853年提出。

## 图集

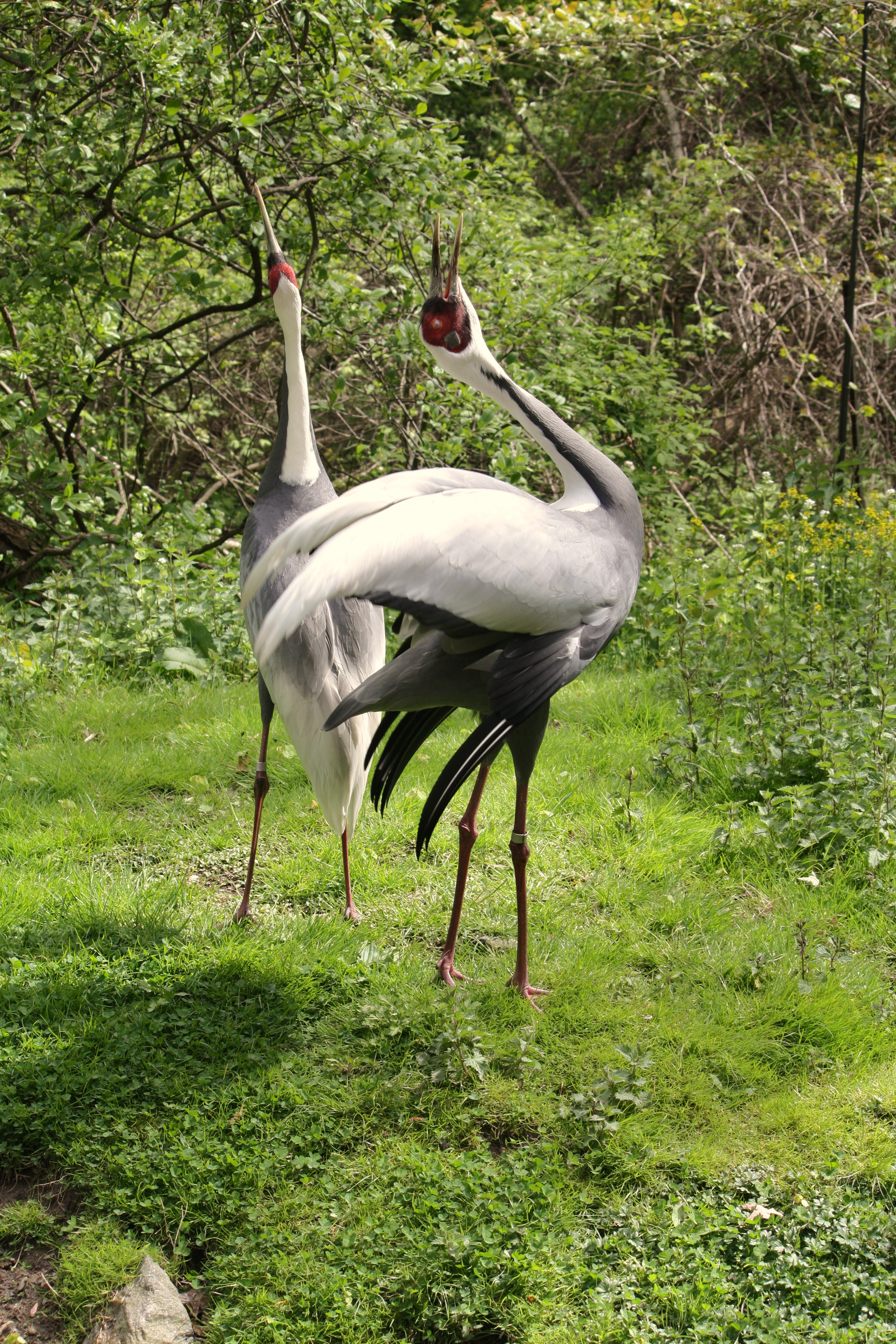
一对白枕鹤配偶在鸣叫，增加双方亲密关系，并向外界示意他们的领地
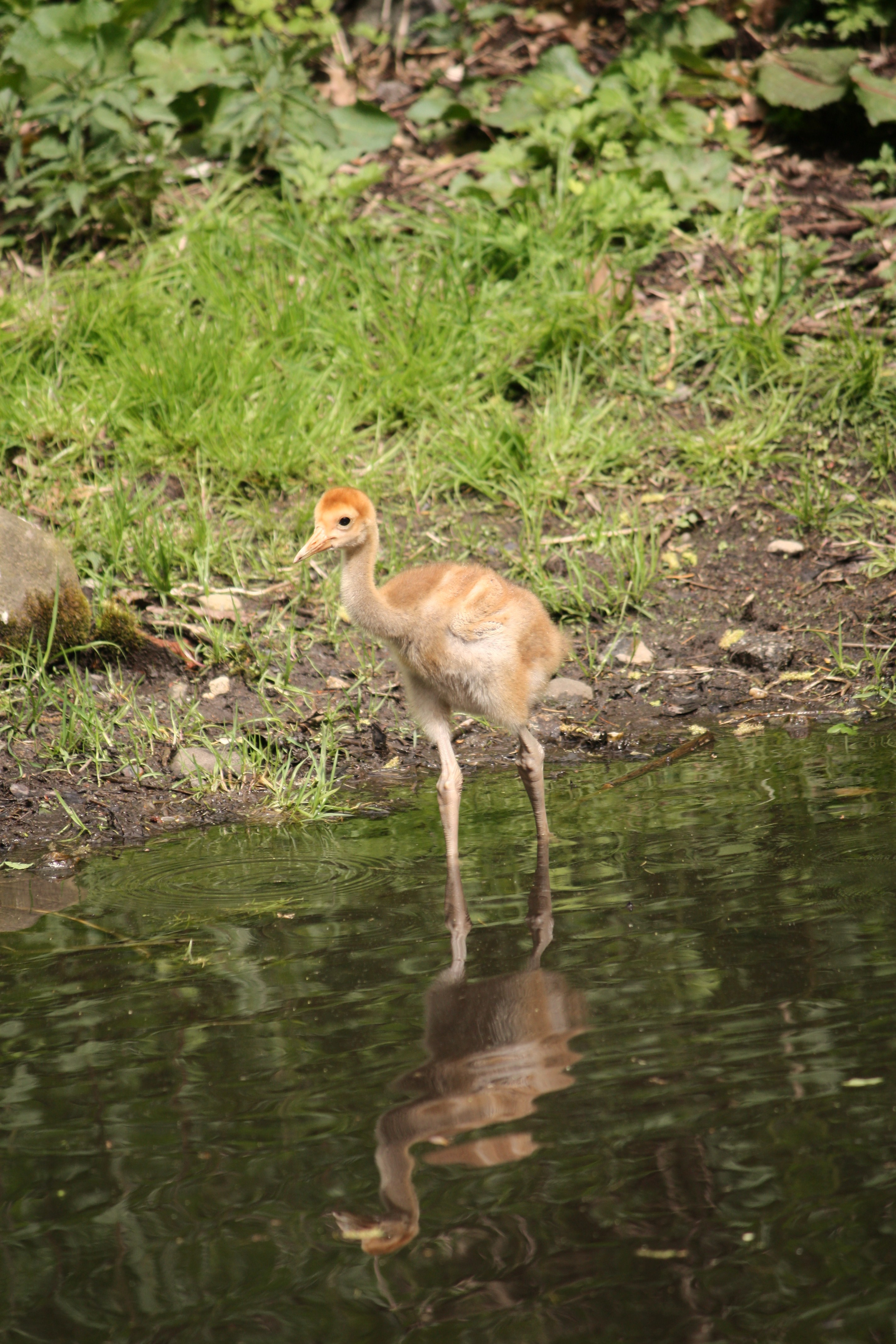
幼鸟
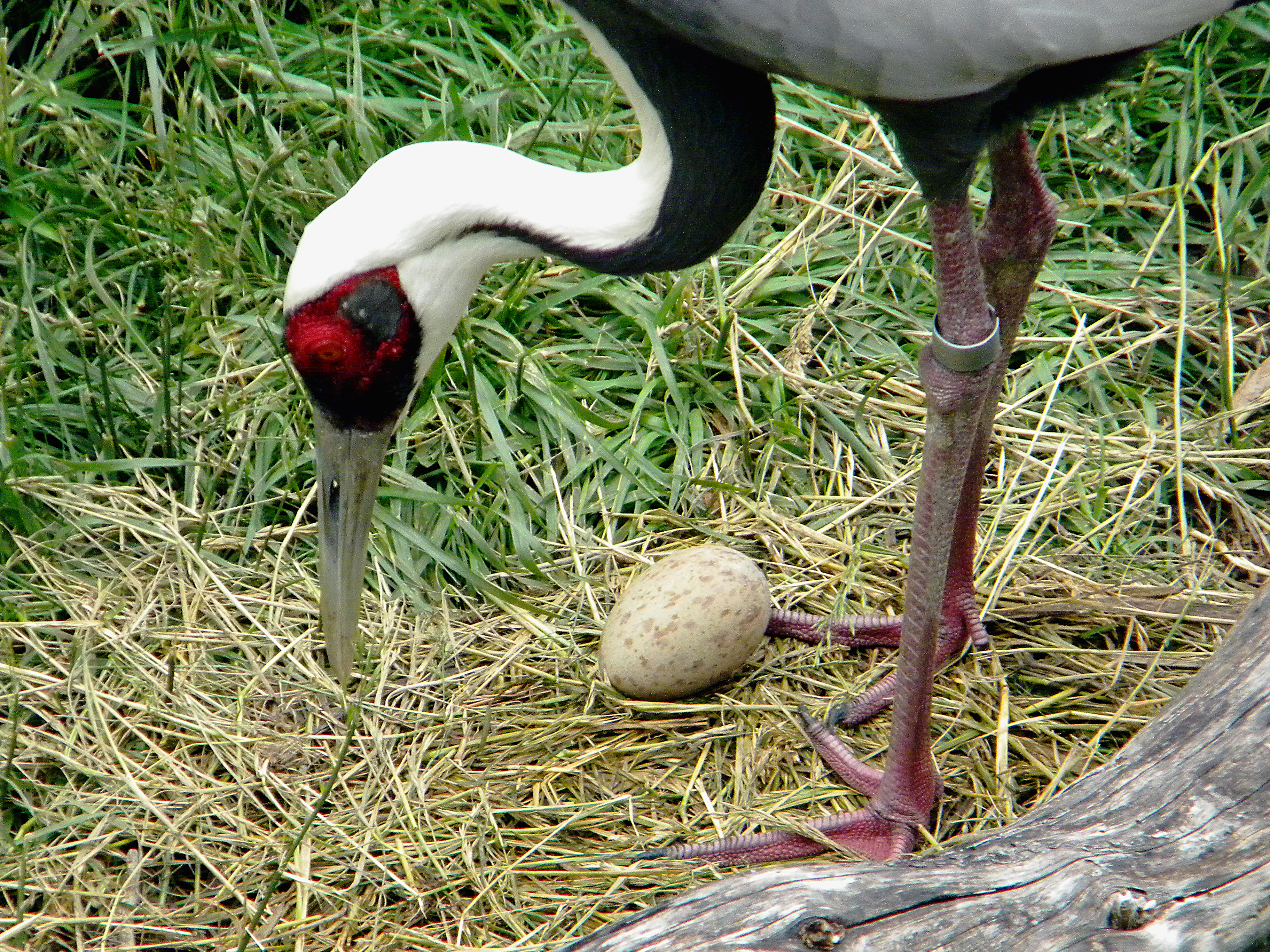
鸟蛋
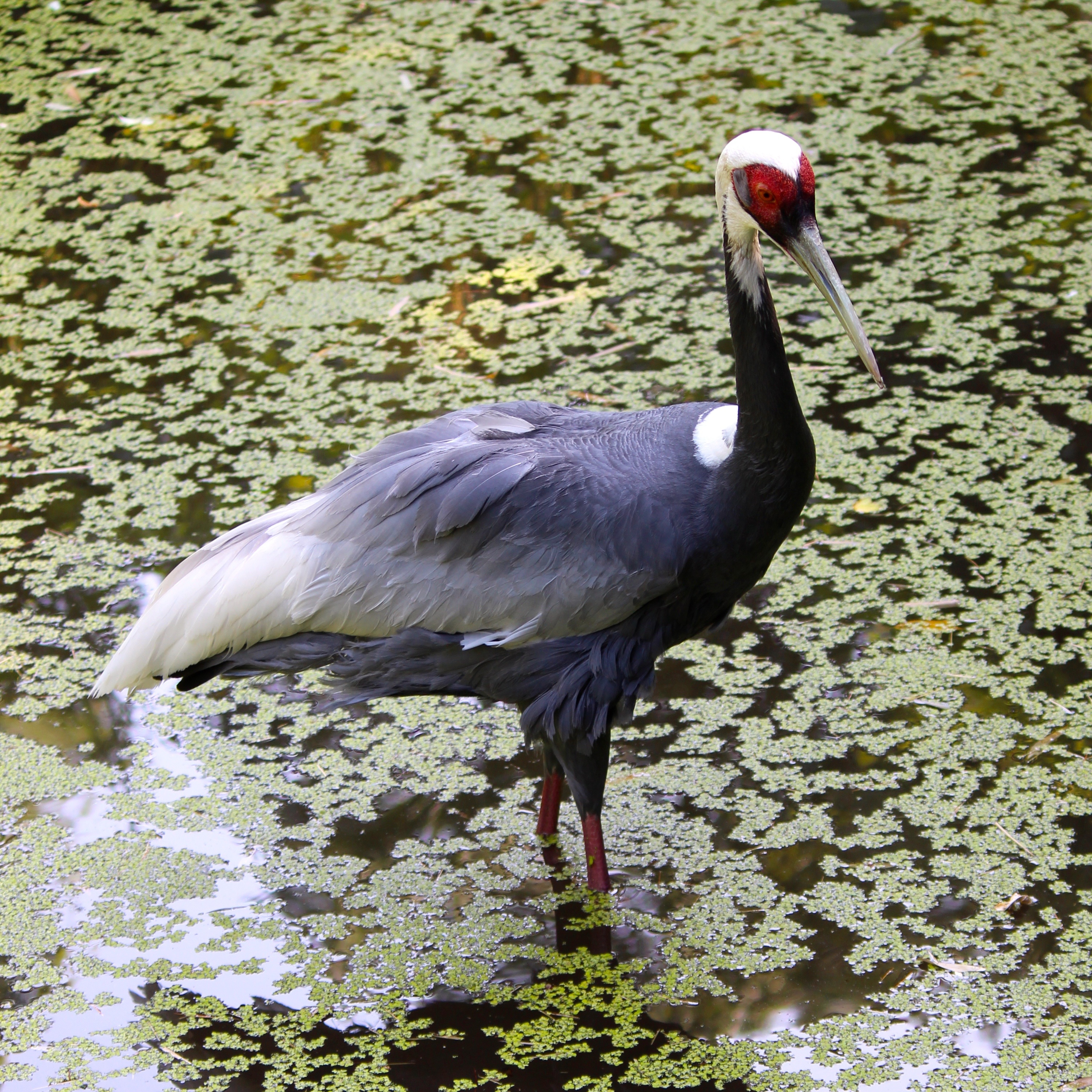
纽约一动物园的白枕鹤
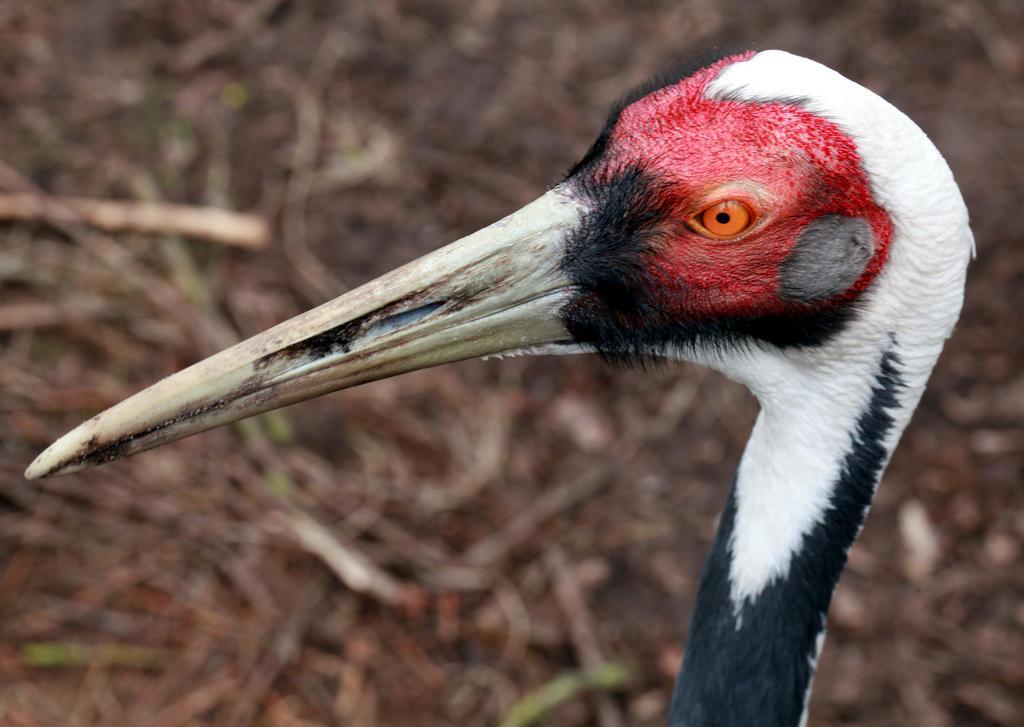
头部
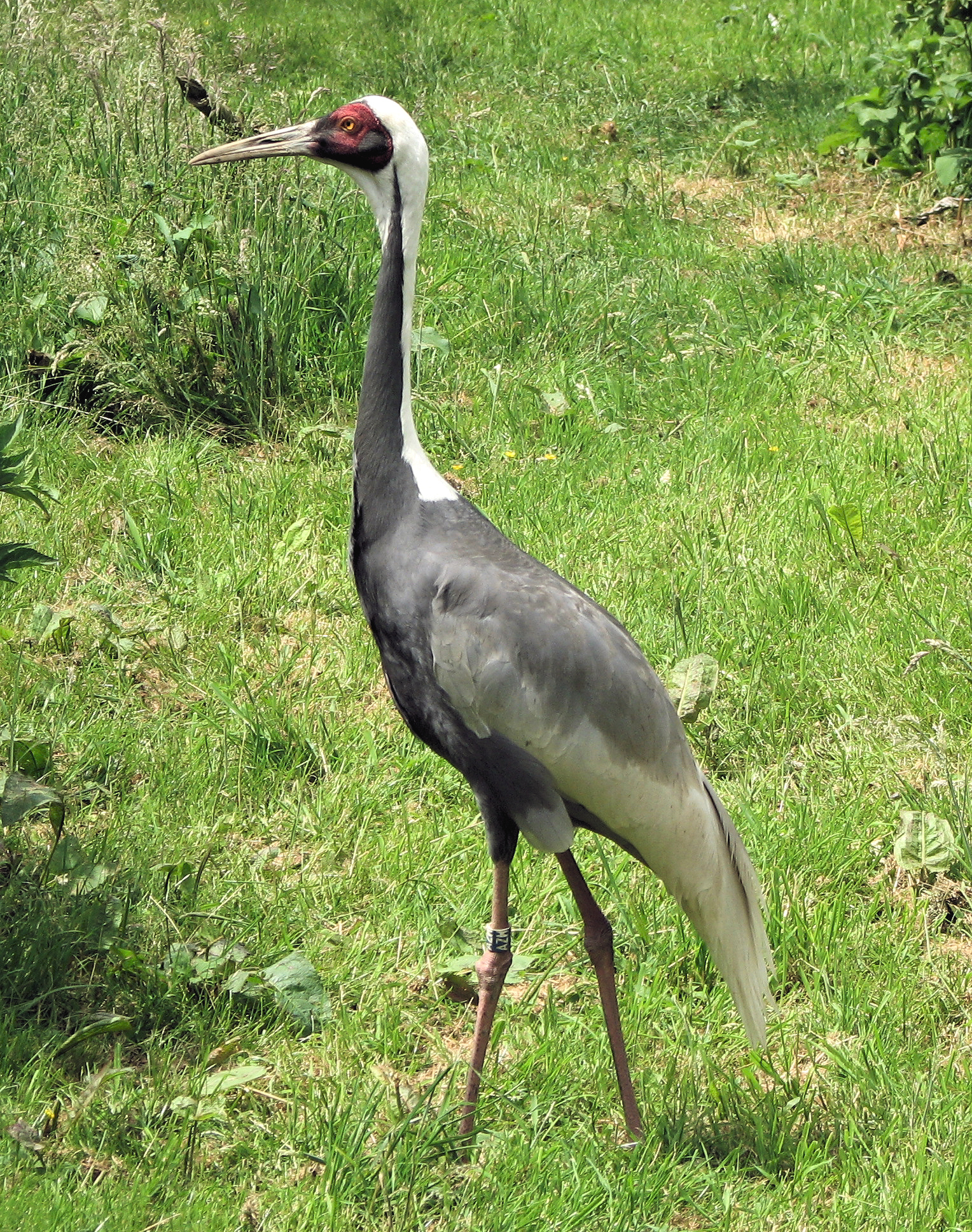
位于英格兰